# FC Kolkheti-1913 Poti
El FC Kolkheti-1913 (en georgià: კოლხეთის-1913 ფოთი) és un club de futbol georgià amb seu a Poti que juga a l'Erovnuli Liga, la màxima divisió del futbol georgià. Juga els seus partits com a local al Fazisi Stadium de Poti.
En ser fundat el 1913, el Kolkheti Poti és considerat un dels clubs més antics del Caucas del Sud. Des de la formació de les lligues georgianes independents el 1990, han jugat 24 temporades a la màxima categoria.

## Història

### Època Soviètica
El club de futbol de Poti sota el nom de Kolkhida (Còlquida) va ser membre durant molts anys del campionat soviètic de Geòrgia fins a principis dels anys 60. Del 1962 al 1990, van passar 24 temporades a quarta i tercera divisió del sistema de futbol soviètic, inclosos els últims onze anys consecutius a la zona 9 de la Segona lliga, amb el segon lloc el 1989 el millor resultat.

### Època Post-Soviètica
Quan la Federació de Futbol de Geòrgia va formar la lliga nacional a principis de 1990, el Kolkheti-1913 va participar en un partit inaugural contra l'Iberia Tbilisi. L'històric partit celebrat a l'estadi Boris Paitxadze va acabar 0-1 a favor de l'equip visitant, així que el Kolkheti-1913 va ser el primer club a guanyar un partit en la història de les lligues nacionals de Geòrgia.
Durant la primera dècada de la Lliga, el Kolkheti-1913 va ser considerat un dels equips més forts del campionat, tot i que mai va arribar a guanyar la lliga. La seva millor posició va ser la segona plaça de les temporades 93-94 i 96-97. Va contribuir a aquests èxits el patrocini del Port de Poti.
L'any 2006, després que una empresa estrangera es fes càrrec del Port de Poti, el club de futbol va perdre el patrocini amb el qual havia comptat des de feia més d'una dècada i, tot i quedar 10è entre 16 clubs de la 2005/06, el Kolkheti-1913 va perdre la categoria per culpa de la greu crisi financera que patia. El club va tornar a la Umaglesi Lliga després de la temporada 2009/10, però va tornar a la segona lliga tres anys després. El 2011 es va aconseguir un nou acord de patrocini amb el port naval, que va durar quatre anys.
El Kolkheti va tornar a la màxima divisió el 2014-15, tot i que més dificultats financeres van afectar el club el 2018, fet que el va empènyer al límit de la fallida. Com que el Kolkheti va acumular una gran quantitat de deutes, se'ls va restar sis punts. Finalment, l'equip va descendir.
A la Lliga 2, el Kolkheti encara no va acosneguir pagar els deutes. En una declaració d'emergència, el club va demanar ajuda urgent. Mentrestant, van rebre un altre càstig restant-li 6 punts. La situació general va afectar molt l'equip. Tres entrenadors van ser acomiadats per resultats insatisfactoris durant els cinc mesos inicials de la temporada. Només a l'última jornada el Kolkheti va aconseguir evitar el descens automàtic, però després de ser golejat per Samgurali Tsqaltubo en els play-offs va caure a la tercera divisió per primer cop a la seva història.
En les dues primeres temporades a tercera, el Kolkheti es trobava entre els principals candidats a l'ascens, tot i que en ambdós no van aconseguir la primera posició que donava ascens directe a segona. Els resultats del play-off tampoc no van tenir èxit malgrat el marcador global invicte de l'equip en el temps reglamentari. Primer no van aconseguir vèncer el WIT Georgia als penals, i un any després van perdre en la pròrroga davant Rustavi pel valor doble dels gols fora de casa.
El 2022, el Kolkheti va toranr a acabar en el segon lloc però aquest cop, gràcies als canvis fets al format de competició, el club va aconseguir l'ascens automàtic a la segona divisió. Aquest any es va produir un altre esdeveniment que va tenir un gran impacte a Kolkheti. El 29 d'agost, el club municipal va ser lliurat a una empresa vinculada a l'entrenador de futbol Mamuka Jugeli.
A la seva temporada de retorn a segona, el Kolkheti va arribar a les semifinals de la Copa nacional i va aconseguir l'ascens després d'una lliga disputadíssima contra Gareji, on els de Poti es van imposar per només un punt de diferència, aconseguint l'ascens directe després de cinc anys absents a la màxima categoria del futbol georgià.

### Competicions europees
Durant els seus millors anys, el Kolkheti-1913 va representar Geòrgia a la Copa de la UEFA durant quatre temporades consecutives des del 1996 fins al 2000.
L'única victòria aconseguida en aquesta competició davant el Dinamo Minsk no va ser suficient per a classificar-se a la següent ronda. Després d'haver perdut el partit d'anada per 0–1, el Kolkheti va encaixar un primer gol a casa i va marcar dos cops després, però el valor doble dels gols a camp contrari va donar la classificació als belarrussos.
| Temporada | Competició                | Ronda         | Rival                    | Casa | Fora | Global |
| --------- | ------------------------- | ------------- | ------------------------ | ---- | ---- | ------ |
| 1996      | Copa Intertoto de la UEFA | Fase de Grups | Zemun                    | 2–3  | -    | 5è     |
| 1996      | Copa Intertoto de la UEFA | Fase de Grups | FF Jaro                  | -    | 0–2  |        |
| 1996      | Copa Intertoto de la UEFA | Fase de Grups | Guingamp                 | 1–3  | -    |        |
| 1996      | Copa Intertoto de la UEFA | Fase de Grups | Dinamo București         | -    | 0–2  |        |
| 1997–98   | Copa de la UEFA           | Primera Ronda | Dinamo Minsk             | 2–1  | 0–1  | 2–2    |
| 1998–99   | Copa de la UEFA           | Primera Ronda | Estrella Roja de Belgrad | 0–4  | 0–7  | 0–11   |
| 1999      | Copa Intertoto de la UEFA | Primera Ronda | Cementarnica 55          | 0–4  | 2–4  | 2–8    |

## Palmarès
- 2 Campionats Soviètics de Geòrgia: 1978, 1988
- Segona Liga Soviètica Zona IX (Caucas)
  - 1 Subcampionat: 1989
  - 4 Terceres Plaçes: 1982, 1983, 1984, 1987
- Umaglesi Liga
  - 2 Subcampionats: 1993–94, 1996–97
  - 3 Terceres Places: 1994–95, 1995–96, 1997–98
- Pirveli Liga/Erovnuli Liga 2
  - 1 Campionat: 2023
  - 2 Subcamponats: 2009–10, 2013–14 (Grup A)
- Liga 3
  - 3 Subcampionats: 2020,  2021,  2022

## Estadi
El Fazisi Arena es va construir l'any 1961. La seva reconstrucció es va iniciar l'any 2013, però van passar set anys abans que les obres s'acabessin. Mentrestant, el Kolkheti-1913 va jugar els seus partits a casa al Rugby Arena de Poti o a algunes ciutats properes. L'equip va poder tornar al remodelat Fazisi Arena el 2019..